# Azcapotzalco
Koordinaten: 19° 28′ 13″ N, 99° 10′ 28″ W
Azcapotzalco (Nahuatl für „Ameisenhaufen“; [aːskapoˈtsaɬko] ) ist einer von 16 Verwaltungsbezirken des Distrito Federal, des Hauptstadtbezirks von Mexiko.
Azcapotzalco befindet sich im Nordwesten von Mexiko-Stadt. Bis er durch die fortschreitende Ausbreitung des Stadtgebietes eingemeindet wurde, war der Ort eine eigenständige Gemeinde.

## Geschichte

### Vorspanische Zeit
Vermutlich existierte schon zu Zeiten der Hochphase von Teotihuacán zu Beginn des 1. Jahrhunderts christlicher Zeitrechnung eine Siedlung in Azcapotzalco. Damals war die Siedlung am nordöstlichen Ufer des Sees von Texcoco gelegen. Der Ort wurde zwischenzeitlich aufgegeben und im 12. Jahrhundert neugegründet. In der Folge wurde Azcapotzalco Hauptstadt des Volkes der Tepaneca. Unter den als Tyrannen bezeichneten Herrschern Tezozómoc und Maxtla war Azcapotzalco die Vormacht des Hochtals von Mexiko, die Azteken und zahlreiche andere Völker der Region waren tributpflichtig. Nach der Eroberung der Stadt durch Aztekenherrscher Itzcóatl im Jahr 1428 verlor Azcapotzalco seine politische Bedeutung.

### Kolonialzeit
1519, als Hernán Cortés erstmals in die Aztekenmetropole kam, präsentierte sich Moctezuma II. in prachtvollen Gewändern, die in Azcapotzalco angefertigt worden waren.
Nach der Conquista wurde die Region den neuen spanischen Großgrundbesitzern Delgadillo und Maldonado unterstellt. Die Dominikaner errichteten eine Stadtpfarrkirche und ein Kloster. Über die Stadtgrenzen hinaus ist die Kapelle der Jungfrau von Rosario bekannt, die zu Beginn des 18. Jahrhunderts fertiggestellt wurde. Sie gilt als bedeutendes architektonisches Zeugnis der Kolonialzeit.

### Die Porfirianische Zeit
Zwischen 1876 und 1910 wurde der Charakter von Mexiko-Stadt stark von Präsident Porfirio Díaz beeinflusst. Während dieser Zeit wurden an der Hauptstraße von Azcapotzalco elegante Häuser im französischen Stil erbaut.

### Heute
Im 20. Jahrhundert hat sich Azcapotzalco dramatisch verändert. Die Ausbreitung von Mexiko-Stadt hat dazu geführt, dass viele Vororte eingemeindet wurden. Die staatliche Ölfördergesellschaft PEMEX baute dort zwischenzeitlich eine Raffinerie, die inzwischen stillgelegt ist und auf deren Gelände ein Park entstehen soll. Azcapotzalco bekam den Ruf als Vorstadt der Mittelschicht.
Mittlerweile erlebt Azcapotzalco einen neuen wirtschaftlichen Aufschwung. Es entstand der TecnoParque Azcapotzalco, der erste seiner Art in Mexiko-Stadt, um den Bedarf an Büros für nationale und multinationale Firmen und Institutionen zu decken.
Seit September 2019 ist Azcapotzalco Sitz des gleichnamigen römisch-katholischen Bistums.